# Charles J. Esdaile
Charles J. Esdaile (Epsom, 1959) es un historiador e hispanista británico.

## Biografía
Nació en la ciudad inglesa de Epsom, en el condado de Surrey, en 1959. Es autor de varias obras sobre la guerra de Independencia española, las guerras napoleónicas y la historia contemporánea española, entre las que se encuentran The Spanish Army in the Peninsular War (Manchester University Press, 1988), The Wars of Napoleon (Longman, 1995), Spain in the liberal age: from Constitution to Civil War, 1808-1939 (Blackwell, 2000), The Peninsular War: A New History (Palgrave Macmillan, 2003), Fighting Napoleon: Guerrillas, Bandits, and Adventurers in Spain, 1808–1814 (Yale University Press, 2004), Napoleon's Wars: An International History, 1803–1815 (Allen Lane, 2007);, Outpost of Empire: The Napoleonic Occupation of Andalucía, 1810-1812 (University of Oklahoma Press, 2012) y Women in the Peninsular War (University of Oklahoma Press, 2014).